# La città che sale
La città che sale è un dipinto a olio su tela (199,3×301 cm) realizzato negli spazi della Società Umanitaria di Milano tra il 1910 ed il 1911 dal pittore italiano futurista Umberto Boccioni.
Nel 1912 il quadro fu acquistato dal musicista Ferruccio Busoni nel corso della mostra d'opere futuriste itinerante in Europa. È oggi esposto al Museum of Modern Art di New York. Il bozzetto preparatorio è esposto nella collezione della Pinacoteca di Brera a Milano.

## Descrizione
Boccioni prese spunto dalla vista di Milano che si vedeva dal balcone della casa dove abitava. Il titolo originale era Il lavoro, così come apparve alla Mostra d'arte libera di Milano del 1911. Nonostante la presenza di elementi realistici come il cantiere o la costruzione, ed ancora la resa dello spazio in maniera prospettica, il dipinto viene considerato la prima opera veramente futurista del pittore reggino, pur non discostandosi molto dai quadri analoghi degli anni precedenti, nei quali le periferie urbane erano il soggetto principale. In questo dipinto viene parzialmente abbandonata la visione naturalistica dei quadri precedenti, per lasciare il posto ad una visione più movimentata e dinamica.
Si coglie la visione di palazzi in costruzione in una periferia urbana, mentre compaiono ciminiere e impalcature solo nella parte superiore. Gran parte dello spazio è invece occupato da uomini e da cavalli, fusi esasperatamente insieme in uno sforzo dinamico. In tal modo Boccioni mette in risalto alcuni tra gli elementi più tipici del futurismo, quali l'esaltazione del lavoro dell'uomo e l'importanza della città moderna plasmata sulle esigenze del nuovo concetto di uomo del futuro.
Ciò che mette il quadro perfettamente in linea con lo spirito futurista è però l'esaltazione visiva della forza e del movimento, della quale sono protagonisti uomini e cavalli e non macchine. Questo è ritenuto un particolare che attesta come Boccioni si muova ancora nel simbolismo, rendendo visibile il mito attraverso l'immagine. Ed è proprio il "mito" ciò che l'artista modifica, dunque non più arcaico legato all'esplorazione del mondo psicologico dell'uomo, ma mito dell'uomo moderno, artefice di un nuovo mondo. In parole povere l'intento dell'artista è di dipingere il frutto del nostro tempo industriale.
Il soggetto dunque, da raffigurazione di un normale momento di lavoro in un qualunque cantiere, si trasforma nella celebrazione dell'idea del progresso industriale con la sua inarrestabile avanzata. Sintesi di ciò ne è il cavallo inutilmente trattenuto dagli uomini attaccati alle sue briglie.

## La tecnica

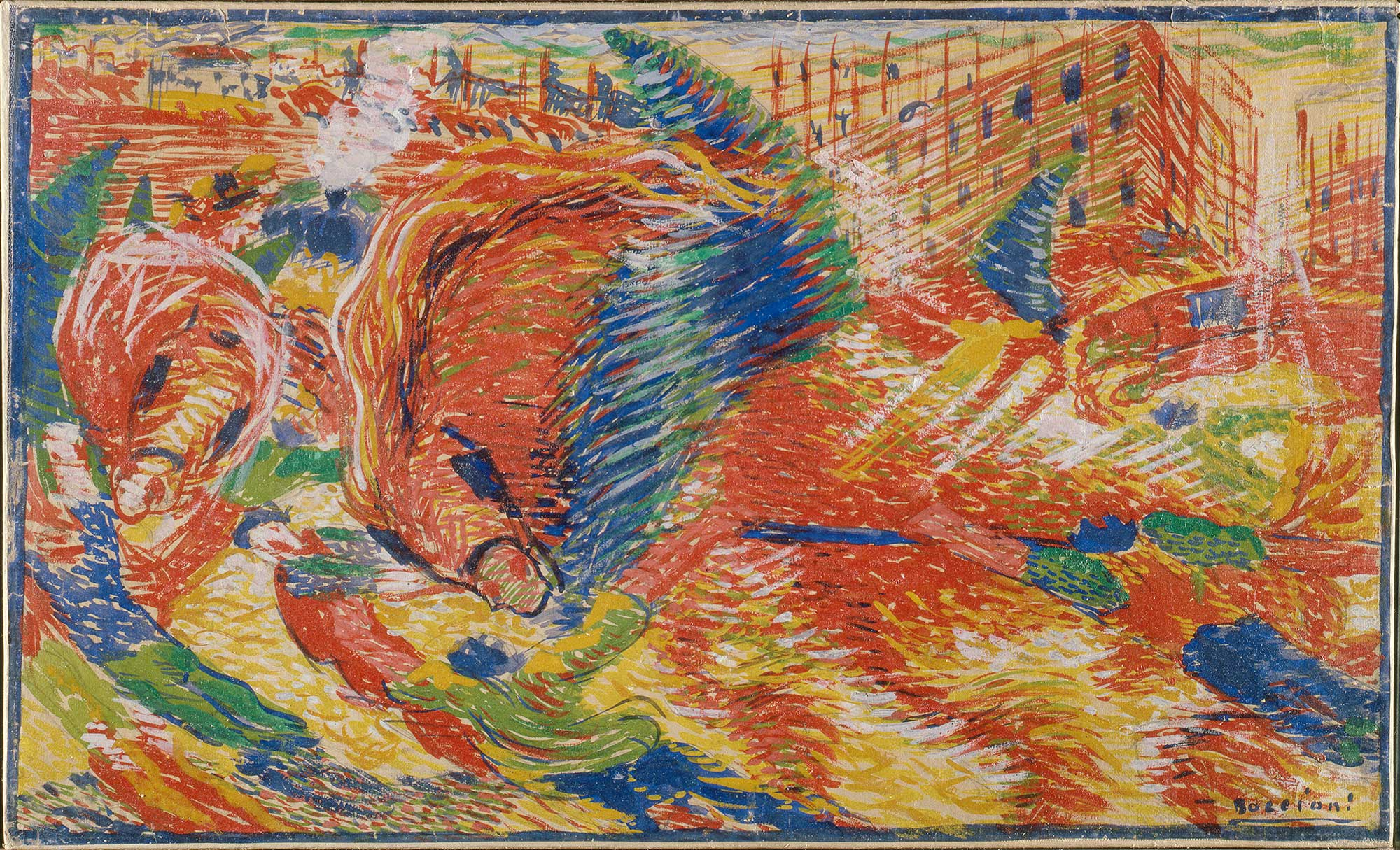
Bozzetto preparatorio dell'opera
Pinacoteca di Brera

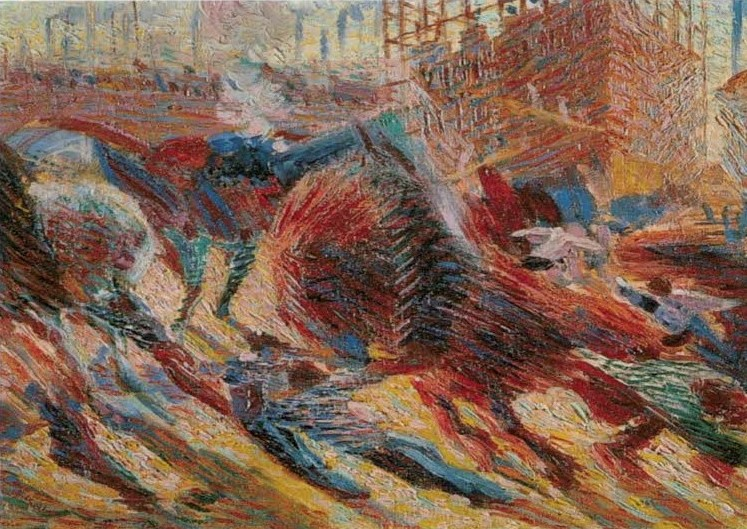
Bozzetto preparatorio dell'opera
Collezione Mattioli

L'influsso di Gaetano Previati come si vede è ancora evidente nelle pennellate filamentose e nella tecnica divisionista, le pennellate tratteggiate hanno infatti andamenti ben direzionati e funzionali al mettere in evidenza le linee di forza che caratterizzano il movimento delle figure, non quindi alla costruzione di masse e volumi, anche se i tratti pittorici sono qui volti a dare dinamicità ai volumi fino a far perdere loro consistenza e peso.

## La composizione
La composizione del quadro conserva tuttavia ancora un impianto abbastanza tradizionale. Le figure sono scandite su precisi piani di profondità dove in basso si vedono le figure in primo piano, mentre in alto quelle sui piani più profondi.
La composizione può essere divisa in tre fasce orizzontali che corrispondono ad altrettanti piani:
1. in basso Boccioni colloca le figure umane realizzate secondo linee oblique che ne evidenziano lo sforzo dinamico.
2. al centro dominano delle figure di cavalli, tra le quali ne risaltano quattro, gli ultimi tre hanno una colorazione rossa e dei profili di colore blu che rappresentano i cavalieri sulla groppa:
  1. uno bianco a sinistra che rivolge lo sguardo verso destra,
  2. uno al centro che domina il centro del quadro,
  3. uno sulla sinistra, poco più su di quello bianco, col muso verso l'alto e la bocca aperta.
  4. uno sulla destra che volge il muso verso il centro del quadro.
  5. l'ultimo sempre sulla destra, sopra il quarto, indirizzato verso l'esterno dell'opera.
3. nel terzo piano appare lo sfondo di una periferia urbana, che probabilmente andrebbe identificata con un quartiere di Milano in costruzione.